# Come Home with Me
Come Home with Me — третій студійний альбом американського репера Cam'ron і його дебют на лейблі Roc-A-Fella Records. Серед гостей альбому — Juelz Santana, Jim Jones, DJ Kay Slay, Daz Dillinger, Tiffany, Jay-Z, McGruff, Memphis Bleek і Beanie Sigel. На альбомі широкій публіці представляється реп-гурт The Diplomats, лідером якого де-факто є Cam'ron.
На сьогоднішній день це найбільш продаваний альбом Cam'ron. Він досяг 2 місця в чарті Billboard 200 з 226 000 проданими примірниками за перший тиждень. Було продано понад мільйон копій у США, і платівка отримала платиновий сертифікат RIAA. Він містить два хіт-сингли, «Oh Boy» за участю Juelz Santana та «Hey Ma» також за участю Juelz Santana, Freekey Zekey та DJ Kay Slay. У 2003 році був випущений третій сингл «Daydreaming», але він не зміг повторити успіх двох попередніх.

## Список композицій
| #  | Назва                           | Продюсер(и)                         | За участю                                        | Тривалість |
| -- | ------------------------------- | ----------------------------------- | ------------------------------------------------ | ---------- |
| 1  | «Intro»                         | Ty Fyffe                            | DJ Kay Slay                                      | 2:44       |
| 2  | «Losing Weight, Pt. 2»          | Just Blaze                          | Juelz Santana                                    | 6:06       |
| 3  | «Oh Boy»                        | Just Blaze                          | Juelz Santana                                    | 3:24       |
| 4  | «Live My Life (Leave Me Alone)» | Precision                           | Daz Dillinger                                    | 3:11       |
| 5  | «Daydreaming»                   | Ray Watkins, LeLan Robinson, Mike T | Tiffany                                          | 6:29       |
| 6  | «Come Home with Me»             | Ty Fyffe, The Heatmakerz            | Jim Jones і Juelz Santana                        | 5:01       |
| 7  | «Welcome to New York City»      | Just Blaze                          | Jay-Z і Juelz Santana                            | 5:09       |
| 8  | «Hey Ma»                        | Tuneheadz                           | DJ Kay Slay, Juelz Santana, Freekey Zekey і Toya | 3:40       |
| 9  | «On Fire Tonight»               | Ty Fyffe                            | Freekey Zekey                                    | 5:40       |
| 10 | «Stop Calling»                  | Ty Fyffe                            | Freekey Zekey і McGruff                          | 6:06       |
| 11 | «I Just Wanna»                  | Ty Fyffe, Neek Rusher               | Juelz Santana                                    | 4:09       |
| 12 | «Dead or Alive»                 | Kanye West                          | Jim Jones                                        | 4:07       |
| 13 | «The R.O.C. (Just Fire)»        | Just Blaze                          | Beanie Sigel і Memphis Bleek                     | 4:24       |
| 14 | «Boy Boy»                       | Ty Fyffe, The Heatmakerz            |                                                  | 4:43       |
| 15 | «Tomorrow»                      | BPM                                 |                                                  | 4:20       |

## Чарти

### Щотижневі чарти
| Чарт (2002)                                    | Пікова позиція |
| ---------------------------------------------- | -------------- |
| Канада Canadian R&B Albums (Nielsen SoundScan) | 8              |
| США Billboard 200                              | 2              |
| США Top R&B/Hip-Hop Albums (Billboard)         | 1              |

### Річні чарти
| Чарт (2002)                                    | Позиція |
| ---------------------------------------------- | ------- |
| Канада Canadian R&B Albums (Nielsen SoundScan) | 59      |
| Канада Canadian Rap Albums (Nielsen SoundScan) | 31      |
| США Billboard 200                              | 66      |
| США Top R&B/Hip-Hop Albums (Billboard)         | 13      |

## Сертифікації
| Регіон                                                                                          | Сертифікація | Продажі    |
| ----------------------------------------------------------------------------------------------- | ------------ | ---------- |
| Велика Британія (BPI)                                                                           | Срібний      | 60 000*    |
| США (RIAA)                                                                                      | Платиновий   | 1 000 000^ |
| *продажі, що базуються лише на сертифікаціях ^відвантаження, що базуються лише на сертифікаціях |              |            |